# Transvision Vamp
Transvision Vamp war eine britische Alternative-Rockband der späten 1980er Jahre. In der Anfangsbesetzung bestand Transvision Vamp aus den fünf Mitgliedern Wendy James (Gesang), Nick Christian Sayer (Gitarre), Dave Parsons (Bass), Tex Axile (Keyboard) sowie Pol Burton (Schlagzeug), der jedoch die Band nach Erscheinen des ersten Albums verließ. Fortan traten Transvision Vamp als Quartett auf.

## Optisches und akustisches Auftreten
Die Gruppe wurde 1986 von Dave Parsons gegründet, der zuvor bei der Punk-Band The Partisans gespielt hatte. Daher besaß der Sound von Transvision Vamp bereits von Anfang an auch Stilelemente des Punks und verband diese mit Elementen der Rock- und Popszene. Mit dieser Kombination hob sich die Band schnell von der Masse ab und es gelang ihr nahezu, einen eigenen Stil zu kreieren.
Eine weitere Auffälligkeit ergab sich in Form der attraktiven, wasserstoffblonden Frontsängerin Wendy James. Sie spielte bewusst mit erotischen Komponenten und setzte ihren Sex-Appeal ein, um die Bekanntheit der Band bei Fans und Medien gleichermaßen zu steigern. Mit dem Image eines verruchten trotzigen Schulmädchens, das absichtlich bei allen Auftritten durch anzügliche Kleidung und Bewegungen ihre erotische Ausstrahlung ausnutzte, erregte sie gegen Ende der 1980er-Jahre Aufsehen und erntete zudem heftige Kritik.

## Erfolge
Ihren ersten größeren Erfolg feierte Transvision Vamp 1988 mit dem punkigen Song I Want Your Love, der perfekt zu dem von Wendy James gepflegten Image passte und den sie mit Hilfe ihrer Stimme und durch ihr Äußeres erotisch angehaucht präsentierte. Daraufhin veröffentlichte die Band ihr erstes Album Pop Art im Oktober 1988, das in Großbritannien in die Top Ten aufstieg. 1989 kam dann der Durchbruch für Transvision Vamp, als sie aus ihrem neuen Album Velveteen die Single Baby I Don't Care auskoppelte.
Die folgenden Jahre brachten hingegen größere Probleme mit sich, die letztendlich zur Auflösung der Gruppe führten. 1991 war die Plattenfirma MCA nicht bereit, das dritte Album Little Magnets Versus the Bubble of Babble in Großbritannien auf den Markt zu bringen. MCA empfand es als zu seicht, zu sanft und nicht dem Image von Transvision Vamp entsprechend und außerdem hatten zwei stark beworbene Singles aus dem Album, (I Just Wanna) B with U und If Looks Could Kill, in den britischen Charts nur Platz 30 bzw. 41 erreicht. Gleichzeitig wurde das Album aber in anderen Ländern veröffentlicht und erreichte in Australien mit Platz 25 und in Neuseeland mit Platz 14 die höchsten Chartpositionen.
Wendy James sagte 2007 dazu: 
“...it came out in America. But then we decided to split up, during which time the English record label had said they weren't convinced about this record, we're going to hold off on it and see how well it does in other countries first. By the time they were ready to release it, we'd already decided to split up, and so it never came out.”
„...sie kam in Amerika heraus. Aber wir hatten beschlossen uns zu trennen, nachdem das englische Plattenlabel gesagt hatte, dass sie von dieser Platte nicht überzeugt sei und die Platte erst einmal [in Großbritannien] zurückhielten, um zu sehen, wie gut sie in anderen Ländern ankommen würde. Als sie [MCA] bereit waren, sie zu veröffentlichen, hatten wir uns bereits entschlossen, uns zu trennen, und so kam sie nie [in Großbritannien] heraus.“
Wendy James begann ihre Solokarriere 1993 mit dem von Elvis Costello geschriebenen Album Now Ain't the Time for Your Tears. Ab 2004 war sie Leadsängerin der US-Band Racine, mit der sie zwei Alben veröffentlichte. Dave Parsons trat später der Band Bush bei.
All Music vergab für das Album Pop Art 2,5/5 Sternen, für Velveteen und Little Magnets Versus the Bubble of Babble jeweils 4/5 Sternen.

## Diskografie

### Studioalben
| Jahr | Titel                                      | Höchstplatzierung, Gesamtwochen, AuszeichnungChartplatzierungen (Jahr, Titel, Platzierungen, Wochen, Auszeichnungen, Anmerkungen) | Höchstplatzierung, Gesamtwochen, AuszeichnungChartplatzierungen (Jahr, Titel, Platzierungen, Wochen, Auszeichnungen, Anmerkungen) | Höchstplatzierung, Gesamtwochen, AuszeichnungChartplatzierungen (Jahr, Titel, Platzierungen, Wochen, Auszeichnungen, Anmerkungen) | Höchstplatzierung, Gesamtwochen, AuszeichnungChartplatzierungen (Jahr, Titel, Platzierungen, Wochen, Auszeichnungen, Anmerkungen) | Höchstplatzierung, Gesamtwochen, AuszeichnungChartplatzierungen (Jahr, Titel, Platzierungen, Wochen, Auszeichnungen, Anmerkungen) | Anmerkungen                                                        |
| Jahr | Titel                                      | DE | AT | CH | UK | US | Anmerkungen                                                        |
| ---- | ------------------------------------------ | --- | --- | --- | --- | --- | ------------------------------------------------------------------ |
| 1988 | Pop Art                                    | — | — | CH20 (5 Wo.)CH | UK4 Gold · (32 Wo.)UK | US115 (8 Wo.)US | Erstveröffentlichung: 3. Oktober 1988                              |
| 1989 | Velveteen                                  | DE25 (15 Wo.)DE | — | CH16 (6 Wo.)CH | UK1 Platin · (26 Wo.)UK | — | Erstveröffentlichung: 19. Juni 1989                                |
| 1991 | Little Magnets Versus the Bubble of Babble | — | AT30 (3 Wo.)AT | — | — | — | Erstveröffentlichung: 18. August 1991 keine Veröffentlichung im UK |

Kompilationen
- 1990: The Complete 12"ers Collection Vol. 1
- 1992: Mixes
- 1998: Kiss Their Sons
- 2002: Baby I Don't Care

### Singles
| Jahr | Titel Album                                                        | Höchstplatzierung, Gesamtwochen, AuszeichnungChartplatzierungen (Jahr, Titel, Album, Platzierungen, Wochen, Auszeichnungen, Anmerkungen) | Höchstplatzierung, Gesamtwochen, AuszeichnungChartplatzierungen (Jahr, Titel, Album, Platzierungen, Wochen, Auszeichnungen, Anmerkungen) | Höchstplatzierung, Gesamtwochen, AuszeichnungChartplatzierungen (Jahr, Titel, Album, Platzierungen, Wochen, Auszeichnungen, Anmerkungen) | Höchstplatzierung, Gesamtwochen, AuszeichnungChartplatzierungen (Jahr, Titel, Album, Platzierungen, Wochen, Auszeichnungen, Anmerkungen) | Höchstplatzierung, Gesamtwochen, AuszeichnungChartplatzierungen (Jahr, Titel, Album, Platzierungen, Wochen, Auszeichnungen, Anmerkungen) | Anmerkungen                          |
| Jahr | Titel Album                                                        | DE | AT | CH | UK | US | Anmerkungen                          |
| ---- | ------------------------------------------------------------------ | --- | --- | --- | --- | --- | ------------------------------------ |
| 1987 | Revolution Baby Pop Art                                            | — | — | — | UK30 (8 Wo.)UK | — | Erstveröffentlichung: September 1987 |
| 1988 | Tell That Girl to Shut Up Pop Art                                  | — | — | — | UK45 (4 Wo.)UK | US87 (3 Wo.)US | Erstveröffentlichung: März 1988      |
| 1988 | I Want Your Love Pop Art                                           | DE23 (10 Wo.)DE | — | CH4 (11 Wo.)CH | UK5 (14 Wo.)UK | — | Erstveröffentlichung: Juni 1988      |
| 1988 | Sister Moon Pop Art                                                | — | — | — | UK41 (7 Wo.)UK | — | Erstveröffentlichung: November 1988  |
| 1989 | Baby I Don’t Care Velveteen                                        | — | — | — | UK3 (11 Wo.)UK | — | Erstveröffentlichung: März 1989      |
| 1989 | The Only One Velveteen                                             | — | — | — | UK15 (6 Wo.)UK | — | Erstveröffentlichung: Juni 1989      |
| 1989 | Landslide of Love Velveteen                                        | — | — | — | UK14 (5 Wo.)UK | — | Erstveröffentlichung: Juli 1989      |
| 1989 | Born to Be Sold Velveteen                                          | — | — | — | UK22 (5 Wo.)UK | — | Erstveröffentlichung: Oktober 1989   |
| 1991 | (I Just Wanna) B with U Little Magnets Versus the Bubble of Babble | — | — | — | UK30 (4 Wo.)UK | — | Erstveröffentlichung: März 1991      |
| 1991 | If Looks Could Kill Little Magnets Versus the Bubble of Babble     | — | — | — | UK41 (3 Wo.)UK | — | Erstveröffentlichung: Juni 1991      |